# Pseudophoxinus alii
Espèce
Statut de conservation UICN

 EN B2ab(i,ii,iii,iv) : En danger
Pseudophoxinus alii (Pamphylian spring minnow en anglais) est un poisson d'eau douce de la famille des Cyprinidae.

## Répartition
Pseudophoxinus alii est endémique de Turquie où cette espèce se rencontre dans des cours d'eau tributaires du fleuve Aksu Çayı.

## Description
La taille maximale connue pour Pseudophoxinus alii est de 143 mm pour les femelles, et de 135 mm pour les mâles. Sa coloration est brun verdâtre sur le dos et argenté sombre sur le ventre. Le dimorphisme sexuel est prononcé, les mâles en période de reproduction sont généralement plus sombres et portent des tubercules nuptiaux sur la tête et le long des rayons des nageoires pectorales. Cette espèce se différencie notamment des autres espèces de ce genre vivant dans les mêmes zones par une ligne latérale incomplète, un museau arrondi, un œil large.

## Étymologie
Son nom spécifique, alii, lui a été donné en l'honneur du père de l'auteur prénommé Ali.

## Publication originale
- Küçük, 2007 : Pseudophoxinus alii (Teleostei: Cyprinidae), a new fish species from the Antalya Region, Turkey. Turkish Journal of Zoology, vol. 31, n. 1-8, p. 99-106[5] (texte intégral).